# エンリケ・サウラ
エンリケ・サウラ・ヒル（Enrique Saura Gil、1954年8月2日 - ）は、スペイン・バレンシア州オンダ出身の元同国代表サッカー選手。ポジションはMF。

## 経歴
バレンシア州のオンダに生まれ、1972年にCDカステリョンのカンテラに入団した。1974-75シーズンにトップチーム初出場を果たすと、1975年にバレンシアCFに移籍した。
バレンシアでは、10シーズン在籍し続け、公式戦通算400試合以上に出場した。1985年から3シーズンは古巣カステリョンに所属し、1992年に当時テルセーラ・ディビシオンに在籍していたCDオンダにて現役を引退した。
1978年11月8日、フランス代表との親善試合でスペイン代表デビューを果たした。また、スペイン代表としてUEFA欧州選手権1980と1982 FIFAワールドカップの2つのメジャー大会に出場し、1976年には1976年モントリオールオリンピックにも参加した。

## タイトル

### クラブ
バレンシアCF
- コパ・デル・レイ : 1回 (1978-79)
- UEFAスーパーカップ : 1回 (1980-81)
- UEFAカップウィナーズカップ : 1回 (1979-80)